# إلمر سبراغ
إلمر سبراغ (بالإنجليزية: Elmer Sprague)‏ هو فيلسوف أمريكي، ولد في 1950.